# Giberto Borromeo Arese
Giberto Vitaliano Carlo Maria Lorenzo Federico Borromeo Arese, I principe di Angera (Torino, 18 maggio 1859 – Milano, 28 febbraio 1941), è stato un nobile, dirigente d'azienda e politico italiano.
Fu creato da Vittorio Emanuele III di Savoia nel 1916 Principe di Angera con Regio Decreto motu proprio del 21 dicembre e confermato con Regie Patenti del 1º marzo 1917. Dopo la morte di Giberto, il titolo è stato consegnato a Vitaliano IX Borromeo.

## Biografia

### Infanzia

Grande stemma dei Borromeo

Discendente dell'omonima casata milanese, ancora oggi fiorente e numerosa, che per secoli ha avuto forte influenza sulla città e nella zona del lago Maggiore e che vanta membri illustri come san Carlo Borromeo e il cardinale Federico Borromeo, immortalato dal Manzoni ne I Promessi Sposi, è il settimo discendente dei Buon Romei originari di Pisa a portare il nome Giberto.

### Attività

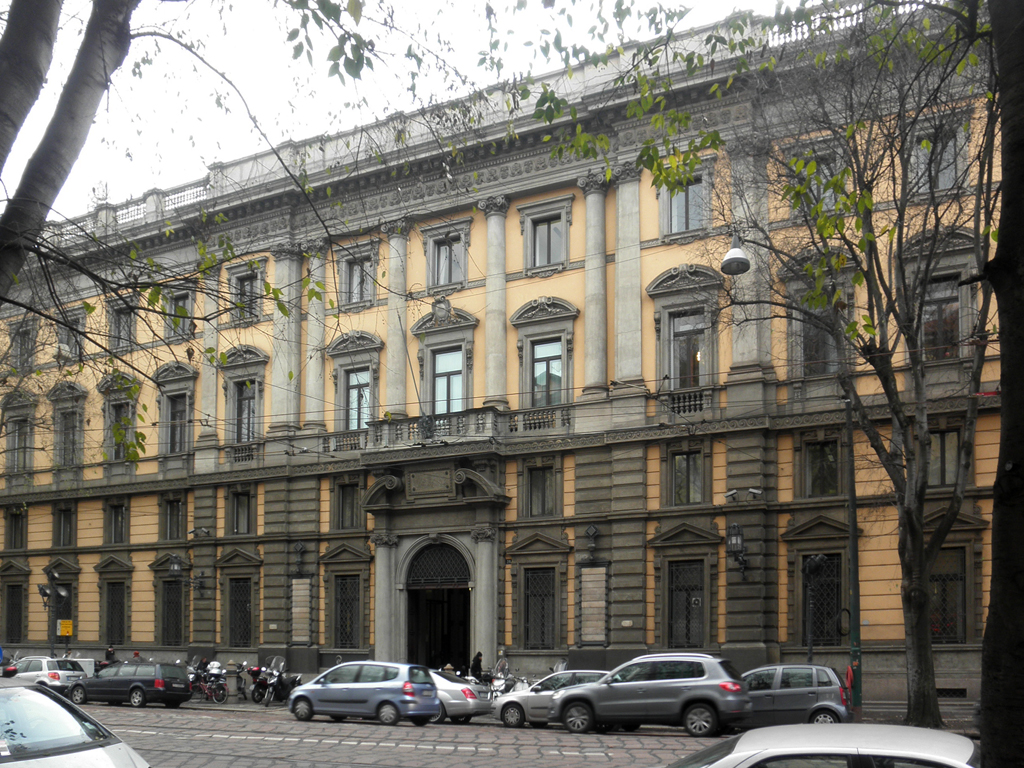
Sede della Società per le Strade Ferrate del Mediterraneo a Milano, poi diventata sede della Edison

Capo della propria famiglia dal 1909 alla scomparsa è un tipico esponente della nobiltà ottocentesca, diviso tra l'amministrazione delle proprietà avite e l'impegno pubblico in organi politici (consigliere comunale di Milano, consigliere e membro della deputazione provinciale meneghina) e imprese societarie. In quest'ultimo campo è stato vicepresidente del consiglio di amministrazione della Società per le Strade Ferrate del Mediterraneo, presidente della Società ferrovie elettriche del Mottarone (ferrovia Stresa-Mottarone), del Comitato italiano per il valico ferroviario del Sempione, della Commissione internazionale per la ferrovia Domodossola-Locarno.

### Morte
Il principe Giberto morì il 28 febbraio 1941 a Milano.

## Ascendenza
|                                                |                                                |                                                       | Genitori                                                     |  |  | Nonni |  |  | Bisnonni                                      |  |  | Trisnonni                                      |  |
|                                                |                                                |                                                       |                                                              |  |  |       |  |  | Giberto Borromeo Arese, IX marchese di Angera |  |  | Renato Borromeo Arese, VIII marchese di Angera |  |
|                                                |                                                |                                                       |                                                              |  |  |       |  |  | Giberto Borromeo Arese, IX marchese di Angera |  |  | Renato Borromeo Arese, VIII marchese di Angera |  |
|                                                |                                                | Anna Maria Odescalchi                                 |                                                              |  |  |       |  |  | Giberto Borromeo Arese, IX marchese di Angera |  |  |                                                |  |
| Vitaliano Borromeo Arese, X marchese di Angera |                                                |                                                       |                                                              |  |  |       |  |  | Giberto Borromeo Arese, IX marchese di Angera |  |  |                                                |  |
|                                                |                                                | Maria Elisabetta Cusani Visconti                      | Ferdinando Cusani Visconti, marchese di Chignolo             |  |  |       |  |  |                                               |  |  |                                                |  |
|                                                |                                                | Maria Elisabetta Cusani Visconti                      | Ferdinando Cusani Visconti, marchese di Chignolo             |  |  |       |  |  |                                               |  |  |                                                |  |
|                                                |                                                | Maria Elisabetta Cusani Visconti                      | Claudia Litta Visconti Arese                                 |  |  |       |  |  |                                               |  |  |                                                |  |
| Emilio Borromeo Arese, XIV marchese di Angera  |                                                | Maria Elisabetta Cusani Visconti                      |                                                              |  |  |       |  |  |                                               |  |  |                                                |  |
|                                                |                                                | Febo d'Adda, marchese di Pandino                      | Giovanni Battista d'Adda, marchese di Pandino                |  |  |       |  |  |                                               |  |  |                                                |  |
|                                                |                                                | Febo d'Adda, marchese di Pandino                      | Giovanni Battista d'Adda, marchese di Pandino                |  |  |       |  |  |                                               |  |  |                                                |  |
|                                                |                                                | Febo d'Adda, marchese di Pandino                      | Margherita Litta Visconti Arese                              |  |  |       |  |  |                                               |  |  |                                                |  |
| Maria d'Adda                                   |                                                | Febo d'Adda, marchese di Pandino                      |                                                              |  |  |       |  |  |                                               |  |  |                                                |  |
|                                                |                                                | Marie Leopoldine von Khevenhüller-Metsch              | Johann Emanuel Joseph von Khevenhüller-Metsch                |  |  |       |  |  |                                               |  |  |                                                |  |
|                                                |                                                | Marie Leopoldine von Khevenhüller-Metsch              | Johann Emanuel Joseph von Khevenhüller-Metsch                |  |  |       |  |  |                                               |  |  |                                                |  |
|                                                |                                                | Marie Leopoldine von Khevenhüller-Metsch              | Maria Giuseppina Mezzabarba                                  |  |  |       |  |  |                                               |  |  |                                                |  |
| Giberto Borromeo Arese, I principe di Angera   |                                                | Marie Leopoldine von Khevenhüller-Metsch              |                                                              |  |  |       |  |  |                                               |  |  |                                                |  |
|                                                | Vitaliano Borromeo Arese, X marchese di Angera | Giberto Borromeo Arese, IX marchese di Angera         |                                                              |  |  |       |  |  |                                               |  |  |                                                |  |
|                                                | Vitaliano Borromeo Arese, X marchese di Angera | Giberto Borromeo Arese, IX marchese di Angera         |                                                              |  |  |       |  |  |                                               |  |  |                                                |  |
|                                                | Vitaliano Borromeo Arese, X marchese di Angera | Maria Elisabetta Cusani Visconti                      |                                                              |  |  |       |  |  |                                               |  |  |                                                |  |
| Giberto Borromeo Arese, marchese di Angera     | Vitaliano Borromeo Arese, X marchese di Angera |                                                       |                                                              |  |  |       |  |  |                                               |  |  |                                                |  |
|                                                |                                                | Maria d'Adda                                          | Febo d'Adda, marchese di Pandino                             |  |  |       |  |  |                                               |  |  |                                                |  |
|                                                |                                                | Maria d'Adda                                          | Febo d'Adda, marchese di Pandino                             |  |  |       |  |  |                                               |  |  |                                                |  |
|                                                |                                                | Maria d'Adda                                          | Marie Leopoldine von Khevenhüller-Metsch                     |  |  |       |  |  |                                               |  |  |                                                |  |
| Elisabetta Borromeo Arese                      |                                                | Maria d'Adda                                          |                                                              |  |  |       |  |  |                                               |  |  |                                                |  |
|                                                |                                                | Pompeo Litta Visconti Arese, VIII marchese di Gambolò | Alfonso Litta Visconti Arese, signore della Pieve di Brebbia |  |  |       |  |  |                                               |  |  |                                                |  |
|                                                |                                                | Pompeo Litta Visconti Arese, VIII marchese di Gambolò | Alfonso Litta Visconti Arese, signore della Pieve di Brebbia |  |  |       |  |  |                                               |  |  |                                                |  |
|                                                |                                                | Pompeo Litta Visconti Arese, VIII marchese di Gambolò | Maximiliana von Haimhausen                                   |  |  |       |  |  |                                               |  |  |                                                |  |
| Livia Litta Visconti Arese                     |                                                | Pompeo Litta Visconti Arese, VIII marchese di Gambolò |                                                              |  |  |       |  |  |                                               |  |  |                                                |  |
|                                                |                                                | Camilla Lomellini Tabarca                             | Marco Lomellini Tabarca, conte del Sacro Romano Impero       |  |  |       |  |  |                                               |  |  |                                                |  |
|                                                |                                                | Camilla Lomellini Tabarca                             | Marco Lomellini Tabarca, conte del Sacro Romano Impero       |  |  |       |  |  |                                               |  |  |                                                |  |
|                                                |                                                | Camilla Lomellini Tabarca                             | Camilla de Fornari                                           |  |  |       |  |  |                                               |  |  |                                                |  |
|                                                |                                                | Camilla Lomellini Tabarca                             |                                                              |  |  |       |  |  |                                               |  |  |                                                |  |